# Csolnok
Csolnok is een plaats (község) en gemeente in het Hongaarse comitaat Komárom-Esztergom. Csolnok telt 3409 inwoners (2007).